# Језера Тошка
Језера Тошка (арап. بحيرات توشكى, фонетски: boħeˈɾæːt ˈtoʃkæ) је назив за недавно створена ендореична језера у египатском дијелу Сахаре.
Асуанска брана, саграђена 1964—1968, створила је Насерово језеро, са максималном нивоом воде на 183 m надморске висине. Године 1978. Египат је почео градити Садатов канал сјеверозападно од Насеровог језера кроз Вади Тошка како би омогућио да се вода изнад 178 m слива у депресију на јужном крају еоценске кречњачке висоравни. Крајем 1990-их вода је почела тећи кроз Садатов канал у Западну пустињу. Овај канал који води из Нила је обложен бетоном, да се избјегне губитак воде. Вода из Нила не иде нормално у канал, него се мора пумпати преко велике пумпне станице Мубарак сјеверно од Абу Симбела.